# Klassiker des Altertums
Klassiker des Altertums ist eine deutschsprachige Buchreihe mit übersetzten Werken aus der griechisch-römischen Antike, die seit 1911 in Leipzig und München im Verlag von Georg Müller und später im Propyläen-Verlag in Berlin in den Jahren 1911–1926 erschien. Sie besteht aus zwei Reihen, insgesamt sind 53 in 52 Bänden erschienen. Die Erste Reihe wurde von Heinrich Conrad herausgegeben, die Zweite Reihe von Hanns Floerke. Die Erste Reihe umfasst 27 Bände in 27 Büchern, die Zweite Reihe 26 Bände in 25 Büchern.  Im Wesentlichen wurden altgediegene Übersetzungen durchgesehen und neu herausgegeben. Die Reihe erschien in unterschiedlichen Ausstattungen, eine Vorzugsausgabe in Ganzleder, eine andere in Halbleder usw.

## Übersicht

### Erste Reihe
- 1 Plutarch. Vermischte Schriften. Mit Anmerkungen nach der Übersetzung von Kaltwasser vollständig herausgegeben. Band 1: Tischgespräche. Georg Müller, 1911
- 2 Plutarch. Vermischte Schriften. Mit Anmerkungen nach der Übersetzung von Kaltwasser vollständig herausgegeben. Band 2: Über die Liebe. Schwatzhaftigkeit. Das Gastmahl der Sieben Weisen. Georg Müller, 1911.
- 3 Herodot: Neun Bücher der Geschichte. Nach der Übersetzung von Goldhagen bearbeitet von Hanns Floerke. Band 1: Erstes bis viertes Buch. Propyläen-Verlag
- 4 Herodot: Neun Bücher der Geschichte. Nach der Übersetzung von Goldhagen bearbeitet von Hanns Floerke. Band 2: Fünftes bis neuntes Buch. Propyläen-Verlag
- 5 Horaz: Satiren und Episteln. Band 1: Satiren. Mit Anmerkungen nach der Übersetzung von Chr. M. Wieland bearbeitet und ergänzt von Heinrich Conrad. Propyläen-Verlag
- 6 Horaz: Satiren und Episteln. Band 2: Episteln. Mit Anmerkungen nach der Übersetzung von Chr. M. Wieland bearbeitet und ergänzt von Heinrich Conrad. Propyläen-Verlag.
- 7–11 Lukian: Sämtliche Werke Band 1–5. Mit Anmerkungen. Nach der Übersetzung von Chr. M. Wieland bearbeitet und ergänzt von Hanns Floerke. 2. Aufl.; Berlin, Propyläen-Verlag, 1922.
- 12 Sueton: Die zwölf Cäsaren. Nach der Übersetzung von Adolf Stahr. Berlin, Propyläen-Verlag, 2. A.
- 13 Plutarch. Vermischte Schriften. 3. Band: Allerlei Weltweisheit. Mit Anmerkungen nach der Übersetzung von Kaltwasser neu herausgegeben. München und Leipzig, Georg Müller, 1911.
- 14–15 Thukydides: Geschichte des Peloponnesischen Krieges. Erster und zweiter Band. Deutsch von Heilmann. München und Leipzig, Georg Müller, 1912.
- 16 Xenophon: Schriften über Sokrates. Nach der Übersetzung von C. M. Wieland neu hrsg.; München und Leipzig, Georg Müller, 1912.
- 17–20 Cicero: Briefe. Band 1–4. Nach der Uebersetzung von C. M. Wieland neu herausgegeben. München und Leipzig, Georg Müller, 1912–13.
- 21–22 Tacitus: Historien und Annalen. Nach der Übersetzung von Karl Friedrich Bahrdt neu herausgegeben. Band 1+2. München und Leipzig, Georg Müller, 1918.
- 23–27 Platon: Ausgewählte Werke. Deutsch von Schleiermacher. Band 1–5. München und Leipzig, Georg Müller, 1918.

### Zweite Reihe
- 1–6 Plutarch: Lebensbeschreibungen Band 1–6. Mit Anmerkungen, nach der Übersetzung von Kaltwasser bearbeitet von Hanns Floerke. München und Leipzig, Georg Müller, 1923.
- 7–8 Aristophanes: Komödien Band 1 und 2. Deutsch von Ludwig Seeger. Neu herausgegeben von Thassilo von Scheffer. Berlin, Propyläen-Verlag
- 9 Homer: Ilias. Übersetzt von Thassilo von Scheffer. Berlin, Propyläen-Verlag, 1920.
- 10 Homer: Odyssee. Übersetzt von Thassilo von Scheffer. Berlin, Propyläen-Verlag, 1922.
- 11 Horaz. Oden und Epoden. Deutsch von Paul Lewinsohn. Berlin, Propyläen-Verlag.
- 12 Catullus, C. Valerius: Gedichte. Vollständige Ausgabe. Deutsch von Max Brod, mit teilweiser Benützung der Übertragung von K. W. Ramler. 180 S.; München und Leipzig, Georg Müller, 1914.
- 13–14 Die Elegien des Tibull / Die Elegien des Properz. Hermann Sternbach. Deutsche Nachdichtung. Berlin, Propyläen-Verlag, 1920.
- 15  Der Kranz des Meleagros von Gadara. Auswahl und Übertragung von August Oehler (d. i. August Mayer). Mit gegenübergestelltem Urtext. Berlin, Propyläen-Verlag, 1920.
- 16–19 Plautus: Die Komödien. Band 1–4. Übersetzt von Ludwig Gurlitt. Mit zahlreichen Abbildungen nach antiken Vorlagen. Berlin, Propyläen-Verlag, 1920–22.
- 20 Pindar: Siegesgesänge. Übersetzt von Adolf Mittler und Hans Bogner. Berlin, Propyläen-Verlag.
- 21 Petronius: Satiren. Übersetzt von Ludwig Gurlitt. Berlin, Propyläen-Verlag.
- 22 Vergil, Aeneis.
- 23 Martial, Epigramme.
- 24: Aischylos, Tragödien.
- 25–26: Seneca, Philosophische Schriften